# Thomas Edward Penard
Pour les articles homonymes, voir Penard.
Thomas Edward Penard, né le 7 mai 1878 à Paramaribo au Suriname et mort le 27 octobre 1936 à Cambridge dans le Massachusetts, est un ingénieur électricien et ornithologue américain.

## Biographie
Après une enfance en Amérique du Sud, il arrive aux États-Unis à l'âge de 13 ans, où il vit à Everett (Massachusetts).
Après ses études (1896-1900), il obtient son diplôme d'ingénieur et travaille pour la Edison Electric Illuminating Co.
En 1905, il épouse Sabrina Grant, avec qui il a un fils, Frederick.
Il est le découvreur de plusieurs espèces de l'avifaune néotropicale dont certaines décrites en collaboration avec Outram Bangs.